# Neva Gerber
Neva Gerber, pseudonimo di Genevieve Dolores Gerber (Argenta, 8 dicembre 1891 – Palm Springs, 2 gennaio 1974), è stata un'attrice statunitense, accreditata anche come Genevieve Millett e come Jean Dolores negli ultimi anni di carriera.

## Biografia
Nata ad Argenta, nell'Illinois, l'8 dicembre 1891, da S. Nelson Gerber e Jean Pullman, si trasferì a Los Angeles con la madre dopo la separazione dei genitori. Studiò presso le suore, nel collegio dell'Immaculate Heart. Dopo la morte del padre, venne affidata dalla madre a un tutore legale.
Iniziò la sua carriera cinematografica all'epoca del cinema muto. Fu una delle più prolifiche attrici di serial: debuttò nel 1912 recitando nei cortometraggi della Kalem Company. Recitò soprattutto in pellicole western, avventurose e di azione. Nella sua carriera, durata fino al 1930, si contano oltre cento e trenta film.
Si sposò quattro volte, la prima delle quali - dal luglio 1913 al febbraio 1914 - con l'attore Arthur Millett. Nel 1915, si fidanzò con il famoso regista William Desmond Taylor ma i due non si sposarono mai perché, se pur separata da Millett, l'attrice non aveva ancora divorziato da lui. Divorziò solo nel 1920 e, nel febbraio del 1922, Taylor venne ucciso, vittima di uno dei più misteriosi e famosi omicidi di Hollywood. Dopo due altri matrimoni, Neva Gerber sposò l'impresario William Munchoff; il loro matrimonio durò fino alla morte di lui, nel 1960.
Neva Gerber morì a 82 anni, il 2 gennaio 1974, a Palm Springs in seguito a una trombosi.

## Filmografia
- The Flower Girl's Romance, regia di George Melford - cortometraggio (1912)
- The Water Rights War, regia di George Melford - cortometraggio (1912)
- The Redemption, regia di George Melford - cortometraggio (1913)
- The Wiles of a Siren - cortometraggio (1914)
- The Secret Formula - cortometraggio (1914)
- The Detective's Sister, regia di George Melford - cortometraggio (1914)
- The Fringe on the Glove - cortometraggio (1914)
- Mrs. Peyton's Pearls - cortometraggio (1914)
- The Wire Chief's Reward - cortometraggio (1914)
- The Political Boss, regia di Carlyle Blackwell  - cortometraggio (1914)
- The Criminal Code, regia di (non accreditato) William Desmond Taylor (1914)
- The Awakening, regia di William Desmond Taylor - cortometraggio (1914)
- The Judge's Wife, regia di William Desmond Taylor - cortometraggio (1914)
- The Great Secret, regia di Edwin August - cortometraggio (1914)
- An Eye for an Eye, regia di William Desmond Taylor (1915)
- The High Hand, regia di William D. Taylor (William Desmond Taylor) (1915)
- Life's Staircase, regia di Frank Cooley - cortometraggio (1915)
- Naughty Henrietta, regia di Frank Cooley - cortometraggio (1915)
- The Stay-at-Homes, regia di Archer MacMackin - cortometraggio (1915)
- Tricks of Fate, regia di William Desmond Taylor - cortometraggio (1915)
- The Stay-at-Homes, regia di Archer MacMackin - cortometraggio (1915)
- Little Chrysanthemum - cortometraggio (1915)
- The Redemption of the Jasons, regia di Archer MacMackin - cortometraggio (1915)
- The Mollycoddle, regia di Archer MacMackin - cortometraggio (1915)
- A Deal in Diamonds, regia di Frank Cooley - cortometraggio (1915)
- The Guy Upstairs, regia di Archer MacMackin - cortometraggio (1915)
- Applied Romance, regia di Archer MacMackin - cortometraggio (1915)
- His College Wife, regia di Archer MacMackin - cortometraggio (1915)
- Betty's First Sponge Cake, regia di Archer MacMackin - cortometraggio (1915)
- Cupid Takes a Taxi, regia di Archer MacMackin - cortometraggio (1915)
- Jimmy on the Job, regia di Archer MacMackin - cortometraggio (1915)
- The Honeymooners, regia di Archer MacMackin - cortometraggio (1915)
- His Mysterious Profession, regia di Archer MacMackin - cortometraggio (1915)
- Green Apples, regia di Archer MacMackin - cortometraggio (1915)
- Plot and Counterplot, regia di Archer MacMackin - cortometraggio (1915)
- Incognito, regia di Archer MacMackin - cortometraggio (1915)
- Everyheart, regia di Archer MacMackin - cortometraggio (1915)
- Love, Mumps and Bumps, regia di Archer MacMackin - cortometraggio (1915)
- Mother's Busy Week, regia di Archer MacMackin - cortometraggio (1915)
- Billie, the Hillbilly, regia di Archer MacMackin - cortometraggio (1915)
- Alias James, Chauffeur, regia di James Douglass - cortometraggio (1915)
- Touring with Tillie, regia di Archer MacMackin - cortometraggio (1915)
- One to the Minute, regia di John Francis Dillon - cortometraggio (1915)
- When War Threatened
- Almost a Widow, regia di John Francis Dillon - cortometraggio (1915)
- Anita's Butterfly, regia di John Francis Dillon - cortometraggio (1915)
- Cupid Beats Father, regia di James Douglass - cortometraggio (1915)
- Making Over Father, regia di Archer MacMackin - cortometraggio (1915)
- Nobody's Home, regia di James Douglass - cortometraggio (1915)
- Two Hearts and a Thief, regia di John Francis Dillon - cortometraggio (1915)
- That Country Gal, regia di James Douglass - cortometraggio (1915)
- The Madonna, regia di Archer MacMackin - cortometraggio (1915)
- Getting in Wrong, regia di John Francis Dillon - cortometraggio (1916)
- Mischief and a Mirror, regia di Archer MacMackin - cortometraggio (1916)
- Walk This Way, regia di John Francis Dillon - cortometraggio (1916)
- Mammy's Rose, regia di James Douglass - cortometraggio (1916)
- Won by One, regia di Archer MacMackin - cortometraggio (1916)
- Ella Wanted to Elope, regia di James Douglass - cortometraggio (1916)
- The Impersonation- cortometraggio (1916)
- The Castle of Despair, regia di Ben F. Wilson - cortometraggio (1916)
- Idle Wives, regia di Phillips Smalley e Lois Weber - cortometraggio (1916)
- Society's Hypocrites, regia di Ben F. Wilson - cortometraggio (1916)
- Honor Thy Country, regia di Ben F. Wilson - cortometraggio (1916)
- The Mansard Mystery, regia di Stuart Paton - cortometraggio (1916)
- The Shadow, regia di Allen J. Holubar - cortometraggio (1916)
- The Great Secret, regia di Christy Cabanne - serial (1917)
- The Prodigal Widow, regia di Ben F. Wilson - cortometraggio (1917)
- The Great Torpedo Secret, regia di Stuart Paton - cortometraggio (1917)
- The Voice on the Wire, regia di Stuart Paton - serial (1917)
- Like Wildfire, regia di Stuart Paton - cortometraggio (1917)
- Caught in the Act, regia di Eugene B. Lewis - cortometraggio (1917)
- Mr. Opp, regia di Lynn F. Reynolds (1917)
- The Spindle of Life, regia di George Cochrane (1917)
- The Mystery Ship, regia di Francis Ford, Harry Harvey, Henry MacRae - serial (1917)
- Indemoniato (Hell Bent), regia di John Ford (1918)
- Tre uomini a cavallo (Three Mounted Men), regia di John Ford (1918)
- Let's Fight, regia di Ben Wilson - cortometraggio (1918)
- The Beautiful Liar, regia di Ben F. Wilson - cortometraggio (1918)
- Preso al laccio (Roped), regia di John Ford (1919)
- Them Eyes, regia di Ben F. Wilson - cortometraggio (1919)
- Lotta per amore (A Fight for Love), regia di John Ford (1919)
- Pitfalls of a Big City, regia di Frank Lloyd (1919)
- When a Woman Strikes, regia di Roy Clements (1919)
- Bill's Hat, regia di Roy Clements - cortometraggio (1919)
- Bill's Finish, regia di Roy Clements - cortometraggio (1919)
- The Trail of the Octopus, regia di Duke Worne - serial (1919)
- Bill's Atonement, regia di Roy Clements - cortometraggio (1919)
- Bill's Anniversary, regia di Roy Clements - cortometraggio (1919)
- Tailor Maid, regia di Ben F. Wilson - cortometraggio (1919)
- The Screaming Shadow, regia di Ben F. Wilson e Duke Worne - serial (1920)
- The Branded Four, regia di Duke Worne - serial (1920)
- Bill's Wife, regia di Ben F. Wilson - cortometraggio (1920)
- Dangerous Paths, regia di Duke Worne (1921)
- A Yankee Go-Getter, regia di Duke Worne (1921)
- The Mysterious Pearl, regia di Ben F. Wilson (1921)
- The Price of Youth, regia di Ben F. Wilson - cortometraggio (1922)
- Impulse, regia di Norval MacGregor (1922)
- In the West, regia di George Holt (1923)
- The Santa Fe Trail, regia di Ashton Dearholt e Robert Dillon - serial (1923)
- The Seventh Sheriff, regia di Dick Hatton (1923)
- Trouble Trail, regia di George Holt (1924)
- Sagebrush Gospel, regia di Dick Hatton (1924)
- Days of '49, regia di Jacques Jaccard - serial (1924)
- Western Fate, regia di George Holt (1924)
- The Whirlwind Ranger, regia di Dick Hatton (1924)
- California in '49, regia di Jacques Jaccard,  Ben F. Wilson (1924)
- Vic Dyson Pays, regia di Jacques Jaccard (1925)
- The Power God, regia di Francis Ford, Ben F. Wilson - serial (1925)
- The Mystery Box
- Warrior Gap, regia di Alan James (come Alvin J. Neitz) (1925)
- Tonio, Son of the Sierras, regia di Ben F. Wilson (1926)
- A Daughter of the Sioux, regia di Ben F. Wilson (come Ben Wilson)
- Fort Frayne, regia di Ben F. Wilson (1926)
- Officer '444', regia di Francis Ford,  Ben F. Wilson (1926)
- The Baited Trap, regia di Stuart Paton (1926)
- Wolves of the Desert, regia di Ben F. Wilson (1926)
- West of the Law, regia di Ben F. Wilson (1926)
- Sheriff's Girl, regia di Ben F. Wilson (1926)
- The Mystery Brand, regia di Ben F. Wilson (1927)
- A Yellow Streak, regia di Ben F. Wilson (1927)
- Riders of the West, regia di Ben F. Wilson (1927)
- The Range Riders, regia di Ben F. Wilson (1927)
- Hell Hounds of the Plains, regia di Jacques Jaccard (1927)
- The Fighting Stallion, regia di Ben F. Wilson (1927)
- The Old Code, regia di Ben F. Wilson (1928)
- The Lone Patrol, regia di Fred Caldwell (1928)
- The Phantom Pinto, regia di Francis Ford (1928)
- The Saddle King , regia di Ben F. Wilson (come Benjamin Franklin Wilson) (1929)
- Thundering Thompson, regia di Ben F. Wilson (1929)
- The Voice from the Sky, regia di Ben F. Wilson (1929)
- A Woman's Justice, regia di Ben F. Wilson (1930)